# 契奧沃島
43°30′N 16°17′E / 43.500°N 16.283°E

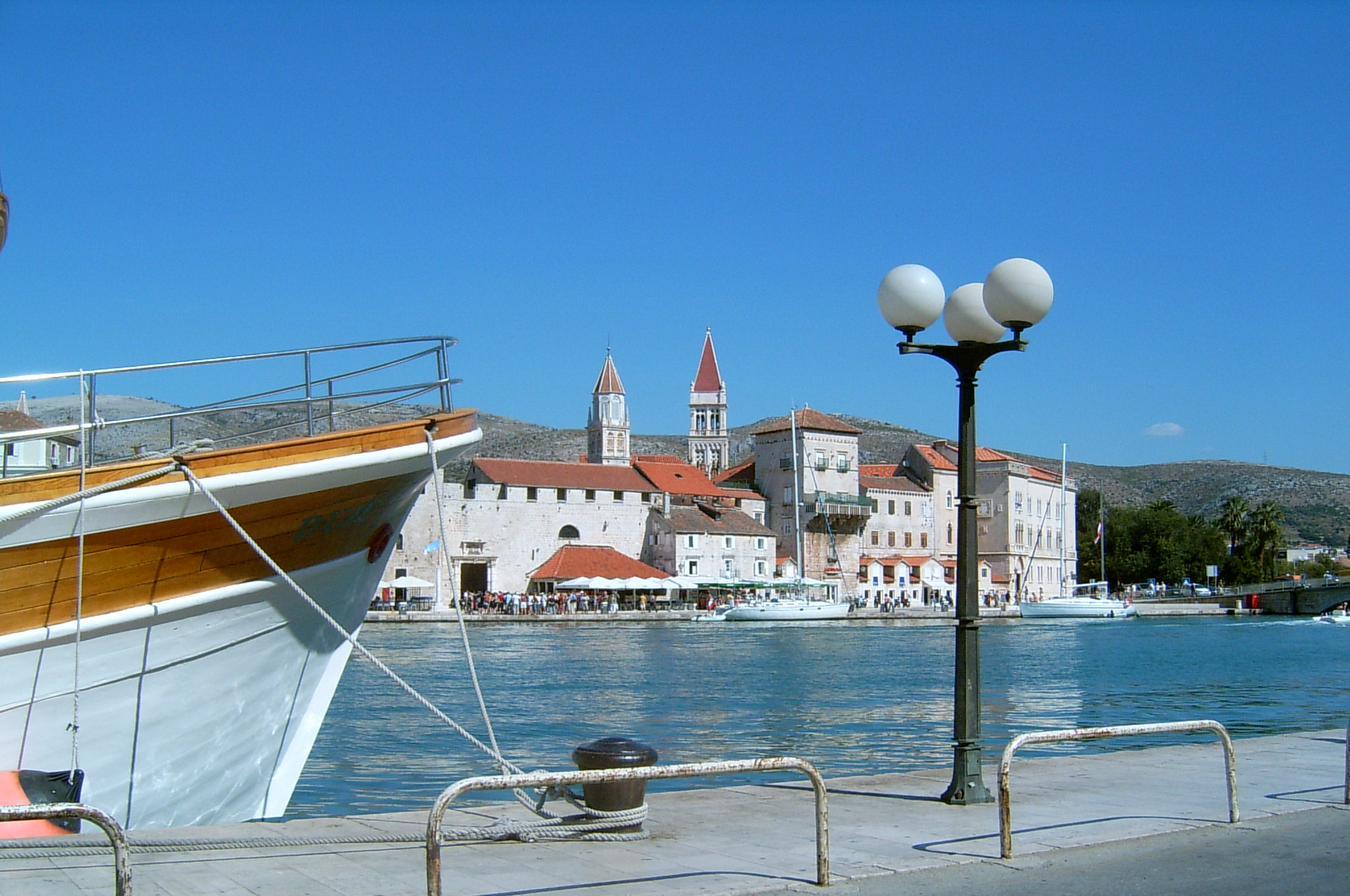

契奧沃島是克羅地亞的島嶼，位於亞得里亞海，由斯普利特-達爾馬提亞縣負責管轄，長15.3公里、寬3.5公里，面積28.12平方公里，海岸線長度46.663公里，最高點海拔高度220米，2001年人口6,071人。